# Acid iobenzamic
Acid iobenzamic là một loại dược phẩm được sử dụng làm chất phản quang đối với tia X.